# Son of Babylon
Pour plus de détails, voir Fiche technique et Distribution.
Son of Babylon (ابن بابل, Syn Babilonu) est un film film irakien sorti en 2009 et réalisé par Mohamed Al Daradji (ar) qui en est aussi le coproducteur et le coscénariste.
Le film a été parrainé par le Sundance Institute et sélectionné pour représenter officiellement l'Iraq lors de la 83e cérémonie des Oscars dans la section meilleur film en langue étrangère , mais il n'atteint pas la sélection finale.

## Synopsis
Le film débute au nord de l'Irak en 2003, trois semaines après la chute de Saddam Hussein. Ahmed est un garçon de 12 ans accompagnant sa grand-mère partie à la recherche de son fils, le père d'Ahmed, disparu depuis la première guerre du Golfe en 1991. Ahmed ne comprend pas le but de ce voyage et rechigne à suivre la vieille femme. Elle a entendu dire que des prisonniers de guerre ont été retrouvés vivants dans le sud du pays et espère avoir des renseignements sur ce qui est advenu à son fils. Des montagnes du Kurdistan aux sables de Babylone, ils font du stop avec des étrangers et croisent d'autres gens engagés dans une errance de même nature. Se démenant pour comprendre la recherche de sa grand-mère, Ahmed se retrouve sur les traces oubliées d'un père qu'il n'a jamais connu.

## Fiche technique
- Titre : Son of Babylon
- Titre original : ابن بابل (Syn Babilonu)
- Réalisateur : Mohamed Al Daradji (ar)
- Scénario : Mohamed Al Daradji, Mithal Ghazi et Jennifer Norridge
- Musique : Kad Achouri
- Photographie : Mohamed Al-Daradji
- Montage :
- Production : Isabelle Stead, Atia Al Daradji et Mohamed Al Daradji
- Sociétés de production :
- Pays de production :  Irak,  Royaume-Uni,  France,  Pays-Bas,  Émirats arabes unis,  Égypte et  Palestine
- Lieux de tournage :
- Durée : 90 minutes
- Budget : 2 000 000 $
- Langue : arabe et kurde
- Dates de sortie :
  - Royaume-Uni 11 février 2011
  - Pays-Bas : 28 avril 2011
  - Belgique : 22 juin 2011

## Distribution
- Shazada Hussein
- Yasser Talib

## Récompenses
- Berlinale 2010, lauréat du prix Amnesty international et du Prix pour la Paix[2].
- Festival du cinéma méditerranéen de Bruxelles, 2010, lauréat du Grand Prix[3].
- Sundance Film Festival, sélection pour le Prix du Jury.
- Festival international du film de Karlovy Vary, 2010 lauréat du NETPAC Award
- Festival de Raindance, 2010, lauréat meilleur film international
- Hawaii International Film Festival, 2010, Grand prix du jury
- Festival international du film d'Édimbourg, Mention spéciale
- Cinema City IFF, Serbie 2010, mention spéciale
- Zadar Film Forum, 2010, meilleure coproduction européenne.